# Cattedrale di San Gorazd (Olomouc)
La cattedrale di San Gorazd (in ceco: Kostel svatého Gorazda) è la cattedrale ortodossa di Olomouc, in Repubblica Ceca, sede dell'eparchia di Olomouc e Brno per la Chiesa ortodossa ceca e slovacca.

## Storia
La chiesa di San Gorazd, in stile russo bizantino, è stata edificata nel 1939 e dedicata il 29 maggio dello stesso anno a San Gorazd, fondatore e primo vescovo della chiesa ortodossa ceca e slovacca. Tra l'autunno del 1942 e il maggio del 1945 l'edificio è stato chiuso al culto da parte dei fedeli ed utilizzato come magazzino. Nel 1950 la chiesa è stata elevata a cattedrale, come sede dell'eparchia di Olomouc e Brno. Tra il 1985 ed il 1987 l'edificio ha subito opere di restauro e riparazione, per poi ospitare tra il 4 ed il 6 settembre del 1987 le celebrazioni per la canonizzazione di San Gozrad.